# Macrodactylus costaricensis
Macrodactylus costaricensis är en skalbaggsart som beskrevs av Moser 1919. Macrodactylus costaricensis ingår i släktet Macrodactylus och familjen Melolonthidae. Inga underarter finns listade i Catalogue of Life.